# The Last Hangover
The Last Hangover (portugiesischer Originaltitel: Se Beber, Não Ceie, zu deutsch „Wenn man trinkt, soll man nicht zu Abend essen“) ist eine brasilianische Religionssatire der Comedy-Gruppe Porta dos Fundos (zu deutsch Hintertür)  und erschien als deren Weihnachtsspecial 2018 am 21. Dezember des Jahres auf Netflix. Der Film parodiert das letzte Abendmahl (englisch: The Last Supper) und den Film Hangover.

## Handlung
Nach dem Abendmahl mit Jesus erwachen die Apostel verkatert und mit einem Filmriss; Jesus ist verschwunden, Judas noch immer vom Alkohol ohnmächtig und im Badezimmer befindet sich ein Tiger. Stück für Stück erinnern sie sich wieder zurück:
Nachdem er das Brot gebrochen hat, verkündet Jesus, dass er bald sterben wird und die Jünger sein Wort verbreiten sollen. Um den Moment festzuhalten, lässt er ein Gemälde von ihnen anfertigen. Thomas’ Mitgebrachtes zum Abschied ist Kokain und Haschisch; außerdem hat er Maria Magdalena und andere Prostituierte eingeladen. Während Magdalena sich mit einigen der Apostel vergnügt, betrinkt Jesus sich. Als Diego, ein anderer Gast in der Taverne, der mitgehört hatte, dass Jesus sterben wird, behauptet, nun dessen Position zu übernehmen und auch Gottes Sohn zu sein, fängt Jesus mit ihm einen Streit an und tötet ihn mit Magie. Außerdem lässt er im Bad einen Tiger erscheinen, damit Bartholomäus die Leiche an diesen verfüttern kann. Die Feier geht so lautstark weiter, dass bald zwei römische Soldaten anklopfen und sie kontrollieren. Als sie Jesus mitnehmen wollen, überredet Judas sie dazu, vorher noch das Bad zu benutzen, wo sie vom Tiger gefressen werden. Daher soll Bartholomäus nun Diego stattdessen vergraben und verlässt die Taverne. Beim Flaschendrehen will Judas, der keinen Alkohol verträgt, gehen, aber Jesus überredet ihn zu einem letzten Glas Wasser, das er in Absinth verwandelt, sodass Judas umkippt. Weil der Tavernenbesitzer die Gruppe zum Gehen auffordert, erhält Jakobus von Jesus die Aufgabe, diesen an die Decke zu binden. Als die Flasche auf Jesus zeigt, trauen die Apostel sich erst nicht, ihm etwas aufzutragen, und Jesus provoziert sie mit einem Nagel, worauf Simon ihm diesen in die Hand schlägt. Um ihm zu zeigen, dass sie keine Memmen sind, hat Thomas die Idee, den bewusstlosen Jesus in eine Vogelscheuche zu verwandeln.
Nachdem sie sich daran erinnert haben, finden die Apostel Jesus draußen an ein Kreuz angebracht und sind entsetzt, was sie getan haben. Da erwacht Judas vom Alkohol und kommt heraus; auf seine Frage, wer das ihrem Messias angetan hat, hängen die anderen Apostel ihm die Kreuzigung an und jagen ihn als Verräter fort. Als sie wieder alleine bei Jesus sind, spricht er sie an und zeigt ihnen so, dass er noch lebt.

## Parodien
The Last Hangover parodiert das letzte Abendmahl auf Basis des Films Hangover, in dem eine Freundesgruppe nach einer Partynacht mit Filmriss aufwacht und den vergangenen Abend rekonstruieren muss, um einen verschwundenen Freund wiederzufinden. Aus diesem Film stammt auch der Tiger im Bad.
Der römische Soldat namens Hämmermich nennt als seinen Cousin Schwanzus Longus, eine Figur aus Das Leben des Brian, einer anderen Parodie auf das Leben Jesu.

## Besetzung
Darsteller der biblischen Figuren sind hauptsächlich die Mitglieder der Gruppe Porta dos Fundos.
| Darsteller        | Rolle                                   |
| ----------------- | --------------------------------------- |
| Fábio Porchat     | Jesus                                   |
| Gregorio Duvivier | Judas                                   |
| Antonio Tabet     | Thomas                                  |
| Pedro Benevides   | Simon                                   |
| Paulo Vieira      | Petrus                                  |
| Fabio de Luca     | Bartholomäus                            |
| Pedro Monteiro    | Jakobus der Ältere/ Jakobus der Jüngere |
| Camillo Borges    | Jakobus der Ältere/ Jakobus der Jüngere |
| Karina Ramil      | Maria Magdalena                         |
| Rafael Portugal   | Diego                                   |
| Evelyn Castro     | Kenia                                   |
| Gabriel Totoro    | Römische Soldaten                       |
| Victor Leal       | Römische Soldaten                       |
| Raphael Logam     | Tavernenbesitzer                        |

## Veröffentlichung
Das Weihnachtsspecial Se Beber, Não Ceie der Gruppe Porta dos Fundos für 2018 erschien am 21. Dezember auf Netflix in portugiesischer Sprache, international als The Last Hangover mit Untertiteln.

## Rezeption
Der Film erreicht bei der Internet Movie Database eine Zuschauerbewertung von 6,2 Sternen und bei Rotten Tomatoes von 67 %. Greg Wheeler von The Review Geek vergibt 9 von 10 Punkten und findet ihn einen der witzigsten Filme des Jahres.

### Auszeichnung
- International Emmy Awards 2019: Beste Komödie[4]